# Tsukunft
Yugnt-Bund Tsukunft ou Tsukunft (צוקונפֿט, « L’Avenir » en yiddish) est le principal mouvement de jeunesse du Bund.

## Les débuts en Russie

Manifestation du Bund en 1917.

Fondé en Russie en 1913, sous le nom de Yugnt-Bund Tsukunft, le mouvement, tout comme le Bund, se trouve rapidement coupé en deux du fait de la guerre et de l’indépendance polonaise. En 1921, une fraction des membres du mouvement fait scission et pour créer le Komtsukunft qui rejoint le parti bolchevik. Le reste du mouvement cesse rapidement d’exister en Union soviétique.

## Tsukunft sous la Deuxième république de Pologne
Dès 1916, séparé de facto par la guerre du reste du mouvement resté en Russie, Tsukunft commence à se structurer dans ce qui deviendra la Deuxième république de Pologne. En juin 1919 à Varsovie, lors de son premier congrès comme organisation indépendante, Tsukunft rassemble 250 groupes locaux et 15 000 membres.

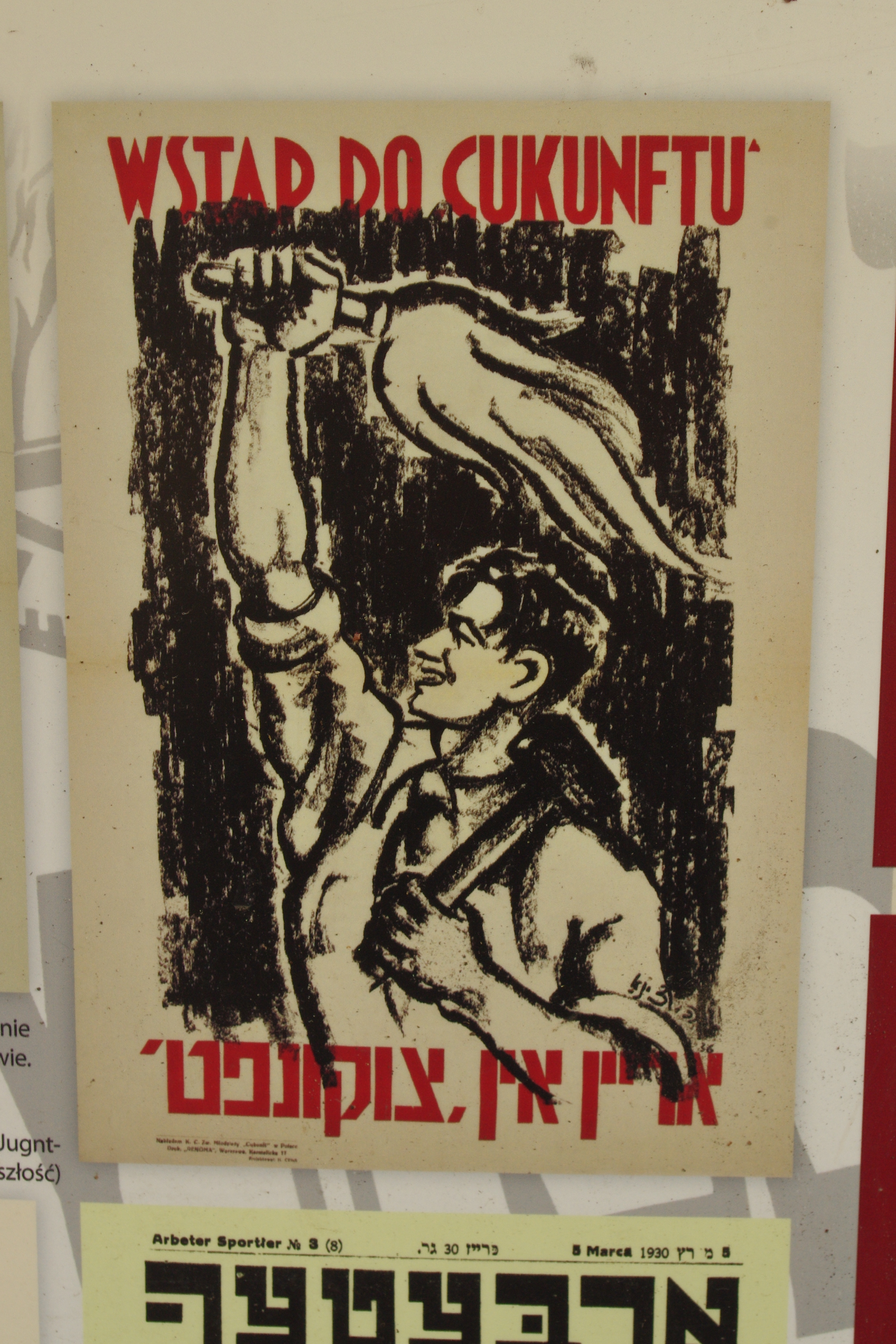
Affiche de Cukunftu célébrant les travailleurs juifs de l'éducation physique.

Les membres de Tsukunft, les Tsukunftistn, sont organisés en cercles (krayzn). Comme le SKIF pour les moins de 15 ans, Tsukunft organise des colonies de vacances, des activités sportives et culturelles (chorale, théâtre, cours du soir). Son journal bihebdomadaire, Yugnt veker, est  publié jusqu’à l’invasion allemande en 1939. 
Dans les années 1930, en réponse à la montée des violences antisémites, Tsukunft organise sa propre milice d’autodéfense Tsukunft Shturem. En 1939, à la veille du second conflit mondial le mouvement regroupe 95 groupes locaux et 2 400 membres.
Des membres de Tsukunft, dont Marek Edelman, prennent part à la résistance dans le ghetto de Varsovie puis à l’insurrection à travers l’organisation juive de combat,. D'autres résistants de premier plan sont également issus des rangs de Tsukunft comme Asia Big à Vilna ou Shmul Tabachnik a Białystok.   
Après la guerre Tsukunft retrouvera brièvement une existence légale avant de disparaître rapidement.